# باريسيون (قبيلة)

موقع قبيلة الباريسيون.

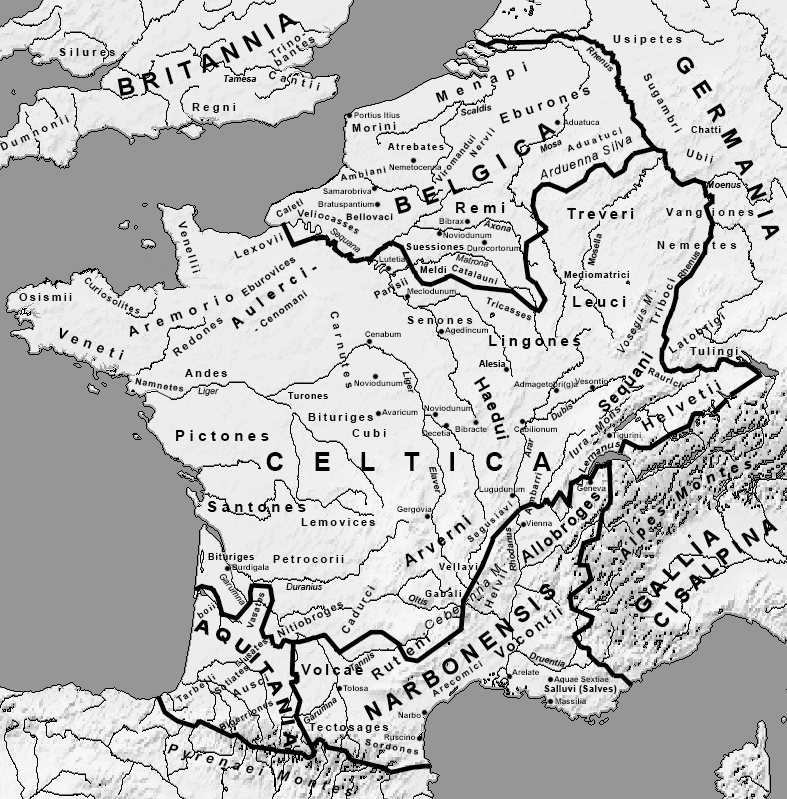
خريطة بلاد الغال في القرن الأول قبل الميلاد، تُظهر المواقع النسبية للقبائل القلطية.

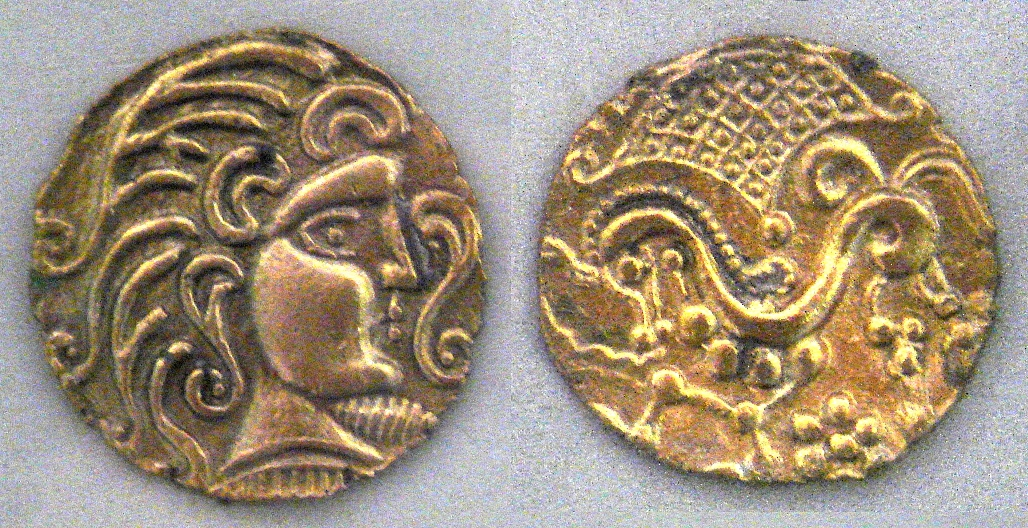
العملات الذهبية من قبيلة الباريسيون تعود للقرن الأول قبل الميلاد (من قسم العملات والأوسمة والأثريات للمكتبة الوطنية الفرنسية (Cabinet des Médailles) بباريس).

كانت قبيلة البَارِيسِيُّون (بالغالية: Parisioi، بالإغريقية: Παρίσιοι، نقحرة: بَارِيسِيُوي) (باللاتينية: Parisii) قبيلةً غاليةً سكنت على ضفاف نهر السين خلال العصر الحديدي والعصر الروماني. كانوا يعيشون على الأراضي التي تحتلها الآن مدينة باريس الحديثة، واسمها مشتق من الاسم الإثني.

## الاسم
ذكر يوليوس قيصر سكان هذه القبيلة باسم Parisii في منتصف القرن الأول قبل الميلاد، وذكرهم إسطرابون في أوائل القرن الأول الميلادي وبطليموس في القرن الثاني الميلادي باسم Parísioi (بالإغريقية: Παρίσιοι أو Παρήσιοι)، وأشار بلينيوس الأكبر إليهم باسم Parisi في منتصف القرن الأول الميلادي، وأُشير إليهم باسمي Parisius و Parisios في كتاب قائمة الرتب والوظائف في القرن الخامس الميلادي. كما وُثقت قبيلة أخرى تدعى Parisi [الإنجليزية] في بريطانيا. 
الاسم الإثني Parisii هو شكل مُلَتَّن من الغالية Parisioi (مفرد: Parisios). وقد نُوقشت معناها. بالنسبة الى كزافييه دولامار [الإنجليزية]، قد يكون مشتقًا من الجذع pario- التي تعني "الحَلَّة". فسر ألفرد هولدر الاسم على أنه يعني "الصانعون" أو "القادة"، من خلال مقارنته بالويلزية peryff ("السيد، القائد")، وكلاهما ربما ينحدران من الشكل القلطي الأم أعيد بناؤه بشكل *kwar-is-io-. بدلاً من ذلك، اقترح بيار إيف لامبار [الإنجليزية] ترجمة Parisii على أنها "شعب الرمح"، من خلال ربط العنصر الأول بالكلمة الأيرلندية القديمة [الإنجليزية] carr التي تعني "رمح"، المشتقة من *kwar-sā القديمة.
سُميت مدينة باريس، التي ثَبَّتها الإمبراطور الروماني يوليوس قيصر باسم Lutetiam Oppidum Parisiorum (Parision في القرن الخامس الميلادي، Paris عام 1265)، على اسم القبيلة الغالية "باريسيون".

## معلومات الكتب كاملة
- Busse, Peter E. (2006). "Belgae". In Koch, John T. (ed.). Celtic Culture: A Historical Encyclopedia (بالإنجليزية). ABC-CLIO. pp. 195–200. ISBN:978-1-85109-440-0.
- Delamarre, Xavier (2003). Dictionnaire de la langue gauloise: Une approche linguistique du vieux-celtique continental (بالفرنسية). Errance. ISBN:9782877723695.
- Falileyev, Alexander (2010). Dictionary of Continental Celtic Place-names: A Celtic Companion to the Barrington Atlas of the Greek and Roman World (بالإنجليزية). CMCS. ISBN:978-0955718236.
- Nègre, Ernest (1990). Toponymie générale de la France (بالفرنسية). Librairie Droz. ISBN:978-2-600-02883-7.